# Elaphrodes
Elaphrodes is een geslacht van vlinders van de familie tandvlinders (Notodontidae), uit de onderfamilie Notodontinae.

## Soorten
- E. duplex (Gaede, 1928)
- E. lactea (Gaede, 1932)
- E. nephocrossa Bethune-Baker, 1909
- E. simplex (Viette, 1955)